# Agathia batjanensis
Agathia batjanensis là một loài bướm đêm trong họ Geometridae.